# Mokouzek
Mokouzek est une petite localité du Cameroun située à Douvangar  dans l'arrondissement de Meri, le département du Diamaré et la région de l’Extrême-Nord.

## Population
En 1974, la localité comptait 739 habitants, des Mofu.
Lors du recensement de 2005, on y a dénombré 1 542 personnes.